# Marcus Storey
Marcus Storey (nacido el 9 de noviembre de 1982 en Chicago, Illinois) es un ex futbolista estadounidense, se desempeñaba como delantero. Jugó fútbol universitario en la Universidad de Carolina del Norte y luego llegó al futbol europeo siendo parte del SV Wilhelmshaven y SV Drochtersen/Assel.

## Trayectoria
| Período   | Club                                        | Partidos (goles) |
| --------- | ------------------------------------------- | ---------------- |
| 2001-2004 | University of North Carolina at Chapel Hill | 86 (29)          |

| Período | Club            | Partidos (goles) |
| ------- | --------------- | ---------------- |
| 2004    | Carolina Dynamo | 18 (21)          |
| 2005    | Columbus Crew   | 12 (0)           |
| 2006-   | Houston Dynamo  | 0 (0)            |